# Eublemma caduca
Eublemma caduca is een vlinder uit de familie van de spinneruilen (Erebidae). De wetenschappelijke naam van deze soort werd voor het eerst voorgesteld als Thalpochares caduca door Hugo Theodor Christoph in een publicatie uit 1893.
De soort komt voor in Azerbeidzjan.